# Strzałkowo (gmina)
Strzałkowo – gmina wiejska w województwie wielkopolskim, w powiecie słupeckim. W latach 1975–1998 gmina położona była w województwie konińskim.
Siedziba gminy to Strzałkowo.
Według danych z 31 grudnia 2015 gminę zamieszkiwało 15 319 osób. Natomiast według danych z 31 grudnia 2017 roku gminę zamieszkiwały 10 372 osoby.

## Struktura powierzchni
Według danych z końca roku 2015 gmina Strzałkowo ma obszar 14,2 tys. ha, w tym:
- użytki rolne: 81%
- użytki leśne: 10%

Gmina stanowi 16,99% powierzchni powiatu.

## Demografia

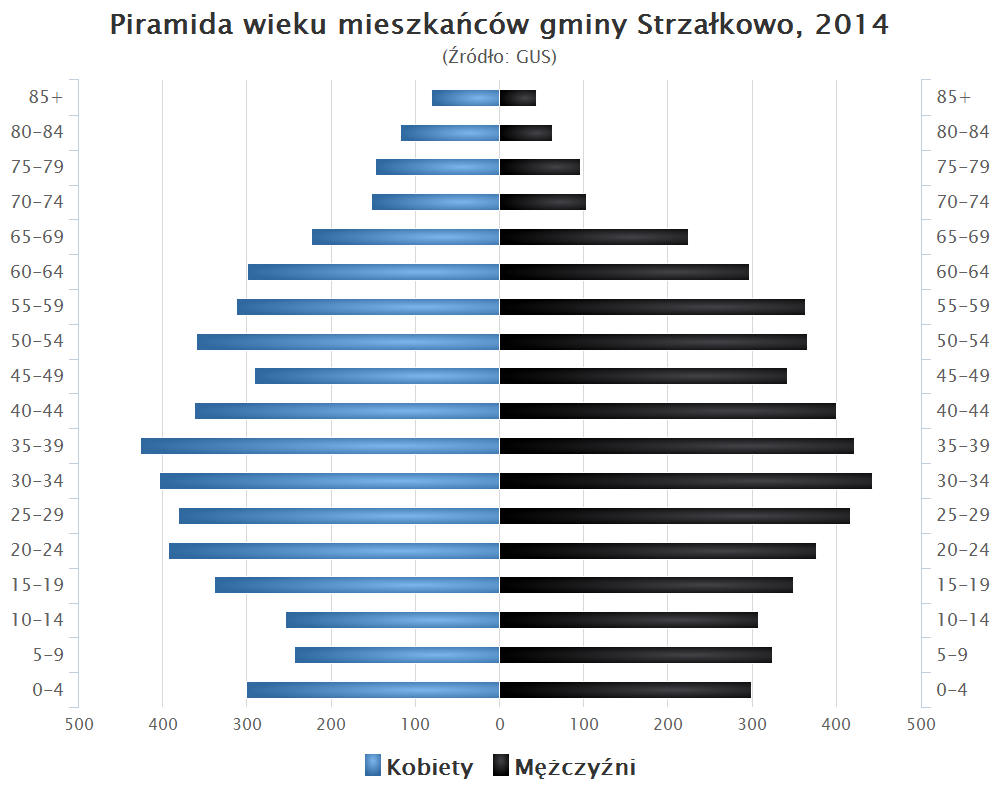
Piramida wieku mieszkańców gminy Strzałkowo w 2014 roku

Dane z 31 grudnia 2017 roku:
| Opis                              | Ogółem | Ogółem | Kobiety | Kobiety | Mężczyźni | Mężczyźni |
| --------------------------------- | ------ | ------ | ------- | ------- | --------- | --------- |
| jednostka                         | osób   | %      | osób    | %       | osób      | %         |
| populacja                         | 10 372 | 100    | 5 124   | 49,4    | 5 248     | 50,6      |
| gęstość zaludnienia (mieszk./km²) | 73     | 73     | 36      | 36      | 37        | 37        |

## Sołectwa
Babin, Babin-Olędry, Brudzewo, Chwałkowice, Graboszewo, Janowo, Janowo-Olędry, Katarzynowo, Kornaty, Krępkowo, Młodziejewice, Ostrowo Kościelne, Paruszewo, Skarboszewo, Strzałkowo, Szemborowo, Wólka.

## Historia
Strzałkowo jako miejscowość graniczna, w czasach zaborów uchodziło za tzw.„początek Europy” z uwagi na dochodzącą do tej miejscowości kolej berlińską. Po stronie rosyjskiej końcową stacją szerokotorowej kolei carskiej początkowo było Kutno. Podróżni udający się ze wschodu na zachód, odcinek między Kutnem a Strzałkowem musieli pokonywać konno lub pieszo. Dopiero od Strzałkowa dalszą podróż po całej Europie umożliwiała im europejska sieć kolejowa. W związku z tym w Strzałkowie działały w tym okresie dwa hotele (noclegownie) i kilka restauracji (lokali gastronomicznych). Niektórzy mieszkańcy trudnili się przewozem podróżnych na trasie Strzałkowo–Kutno, czerpiąc z tego zajęcia zyski. Znany Strajk Dzieci Wrzesińskich miał również swój epizod w szkole podstawowej w Strzałkowie. Po odzyskaniu niepodległości zniknęła granica między zaborami pomiędzy Strzałkowem a Słupcą, jednakże istotne różnice kulturowe i zwyczajowe między miejscowościami zacierały się wiele lat po zakończeniu II wojny światowej – w zasadzie dopiero w ostatnich latach XX wieku.
Przy dawnym przejściu granicznym Stralkowo znajduje się obecnie miejsce pamięci w Łężcu.

## Edukacja
- Publiczna Szkoła Podstawowa w Wólce
- Szkoła Podstawowa im. Powstańców Wielkopolskich
- Szkoła Filialna w Skarboszewie[6]

## Koło Gospodyń Wiejskich
- Koło Gospodyń Wiejskich w Szemborowie
- Koło Gospodyń Wiejskich w Młodziejewicach "MACIEJKA"
- STOWARZYSZENIE KOBIET "RAZEM"[7]

## Pozostałe miejscowości
Bielawy, Chwalibogowo, Ciosna, Gonice Drugie, Góry, Chwalibogowo-Huby, Chwałkowo-Huby, Janowo-Cegielnia, Kokczyn Drugi, Kokczyn Pierwszy, Kornaty-Kolonia Pierwsza, Kornaty-Kolonia Druga, Kornaty-Huby, Kościanki, Łężec, Podkornaty, Pospólno, Radłowo, Radłowo Leśne, Rudy, Sierakowo, Skąpe, Słomczyce, Słomczyce-Huby, Słomczyce-Parcele, Staw, Staw Drugi, Szemborowo-Parcele, Unia, Uścięcin.

## Wykaz miejscowości podstawowych w administracji Gminy
1. 0296236	Babin	wieś
2. 0296271	Babin-Olędry	wieś
3. 0296294	Bielawy	wieś
4. 0296302	Brudzewo	wieś
5. 0296348	Chwalibogowo	wieś
6. 1008400	Chwalibogowo-Huby	osada
7. 0296354	Chwałkowice	wieś
8. 0296360	Chwałkowice-Huby	osada
9. 0296288	Ciosna	wieś
10. 0296615	Czekuszewo	wieś
11. 0296377	Gonice Drugie	wieś
12. 0296319	Góry	wieś
13. 0296383	Graboszewo	wieś
14. 0296390	Janowo	wieś
15. 0296408	Janowo-Cegielnia	osada
16. 0296420	Janowo-Olędry	wieś
17. 0296437	Katarzynowo	wieś
18. 0296325	Kokczyn Drugi	wieś
19. 0296331	Kokczyn Pierwszy	wieś
20. 0296443	Kornaty	wieś
21. 0296472	Kornaty-Huby	osada
22. 0296466	Kornaty-Kolonia Druga	osada
23. 0296450	Kornaty-Kolonia Pierwsza	osada
24. 0296495	Kościanki	wieś
25. 0296510	Krępkowo	wieś
26. 0296638	Łężec	wieś
27. 0296526	Młodziejewice	wieś
28. 0296532	Ostrowo Kościelne	wieś
29. 0296561	Paruszewo	wieś
30. 0296489	Podkornaty	wieś
31. 0296644	Pospólno	wieś
32. 0296549	Radłowo	wieś
33. 0296555	Radłowo Leśne	osada leśna
34. 0296414	Rudy	wieś
35. 0296578	Sierakowo	wieś
36. 0296584	Skarboszewo	wieś
37. 0296590	Skąpe	wieś
38. 0296242	Słomczyce	wieś
39. 0296259	Słomczyce-Huby	osada
40. 0296265	Słomczyce-Parcele	osada
41. 0296609	Staw	wieś
42. 0296621	Strzałkowo	wieś
43. 0296650	Szemborowo	wieś
44. 0296673	Unia	wieś
45. 0296503	Uścięcin	wieś
46. 0296680	Wólka	wieś

## Sąsiednie gminy
Kołaczkowo, Powidz, gmina wiejska Słupca, gmina miejska Słupca, Witkowo, Września

## Galeria

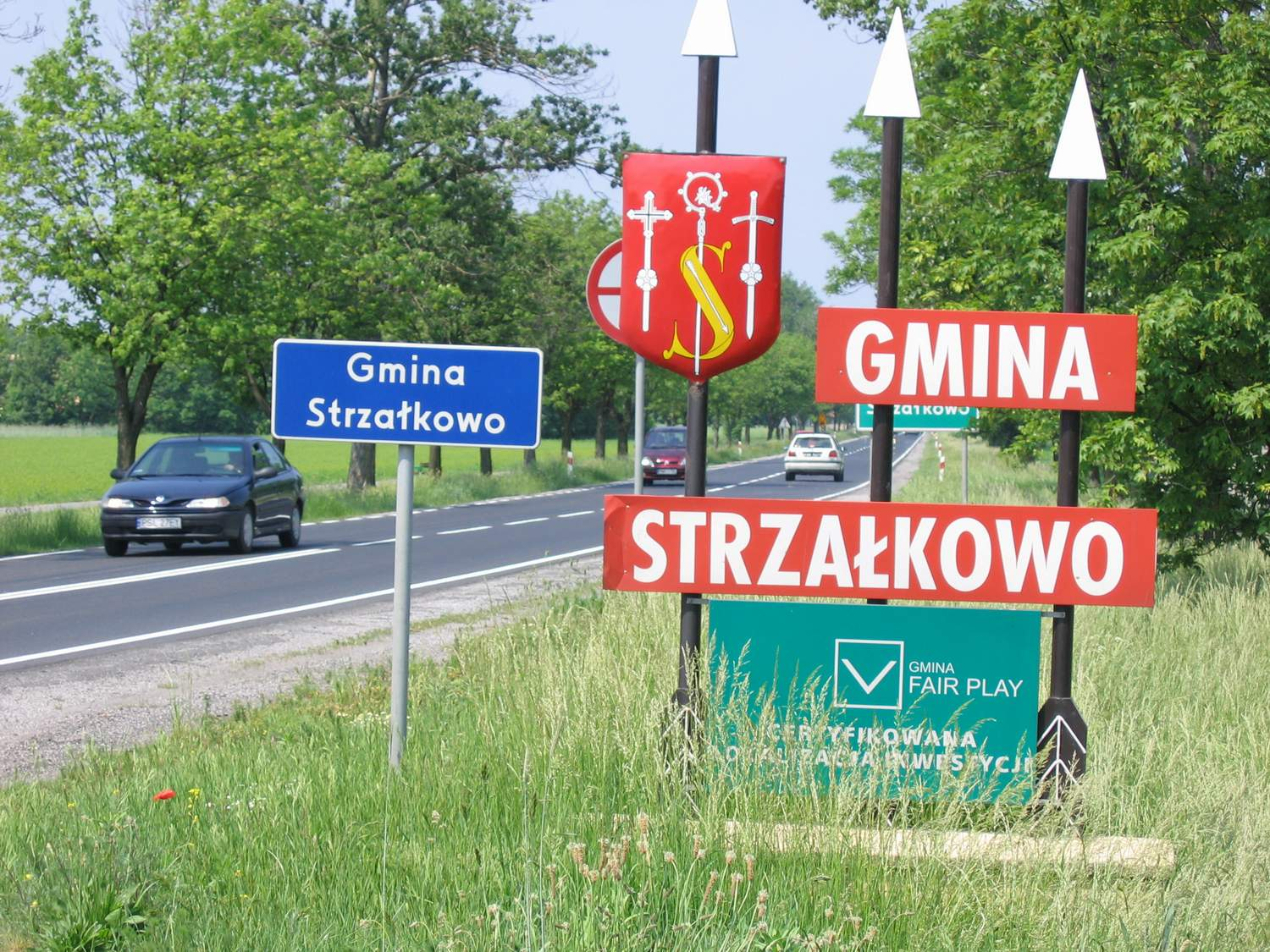
Tablica informacyjna
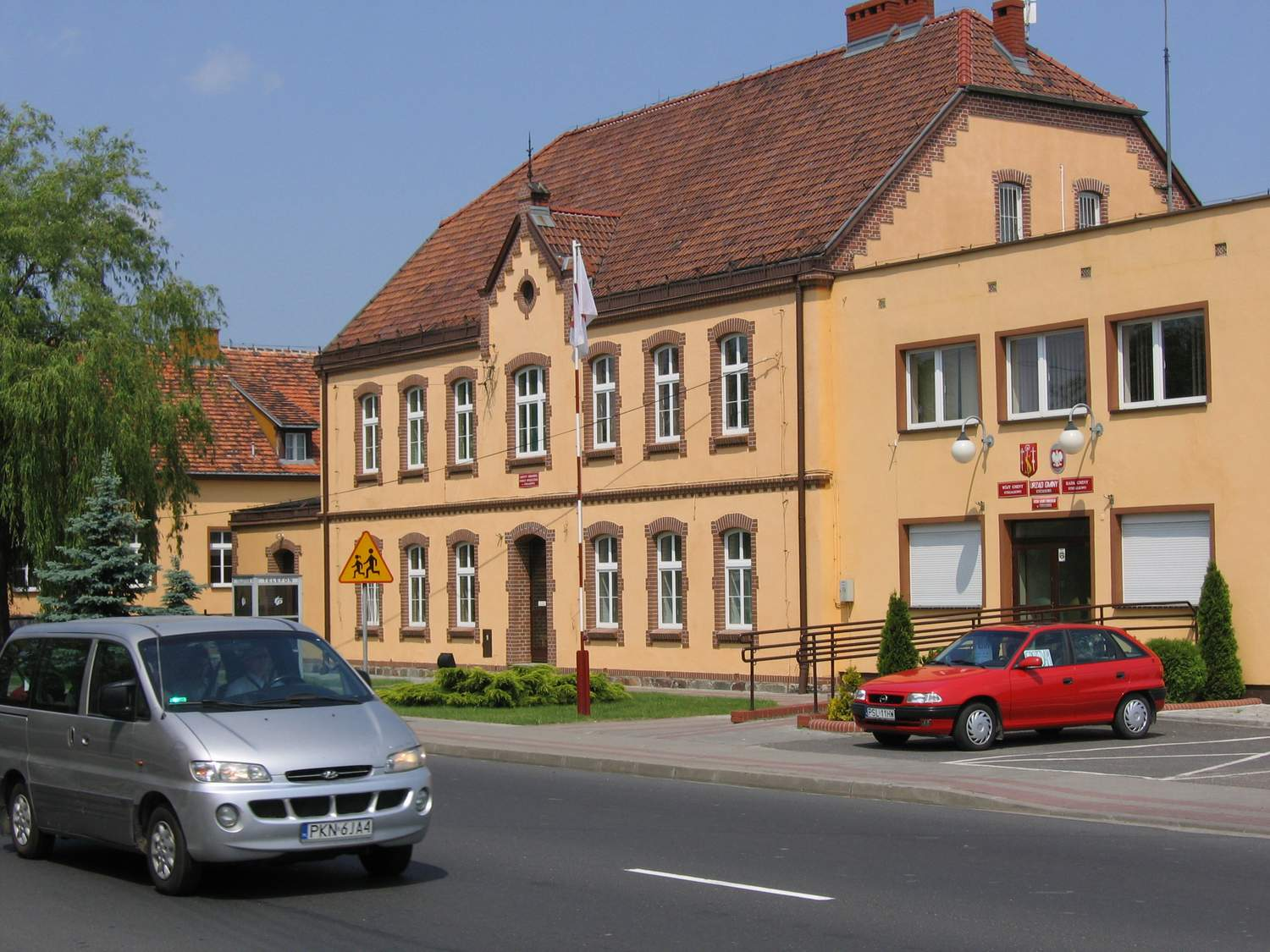
Budynek Urzędu Gminy Strzałkowo
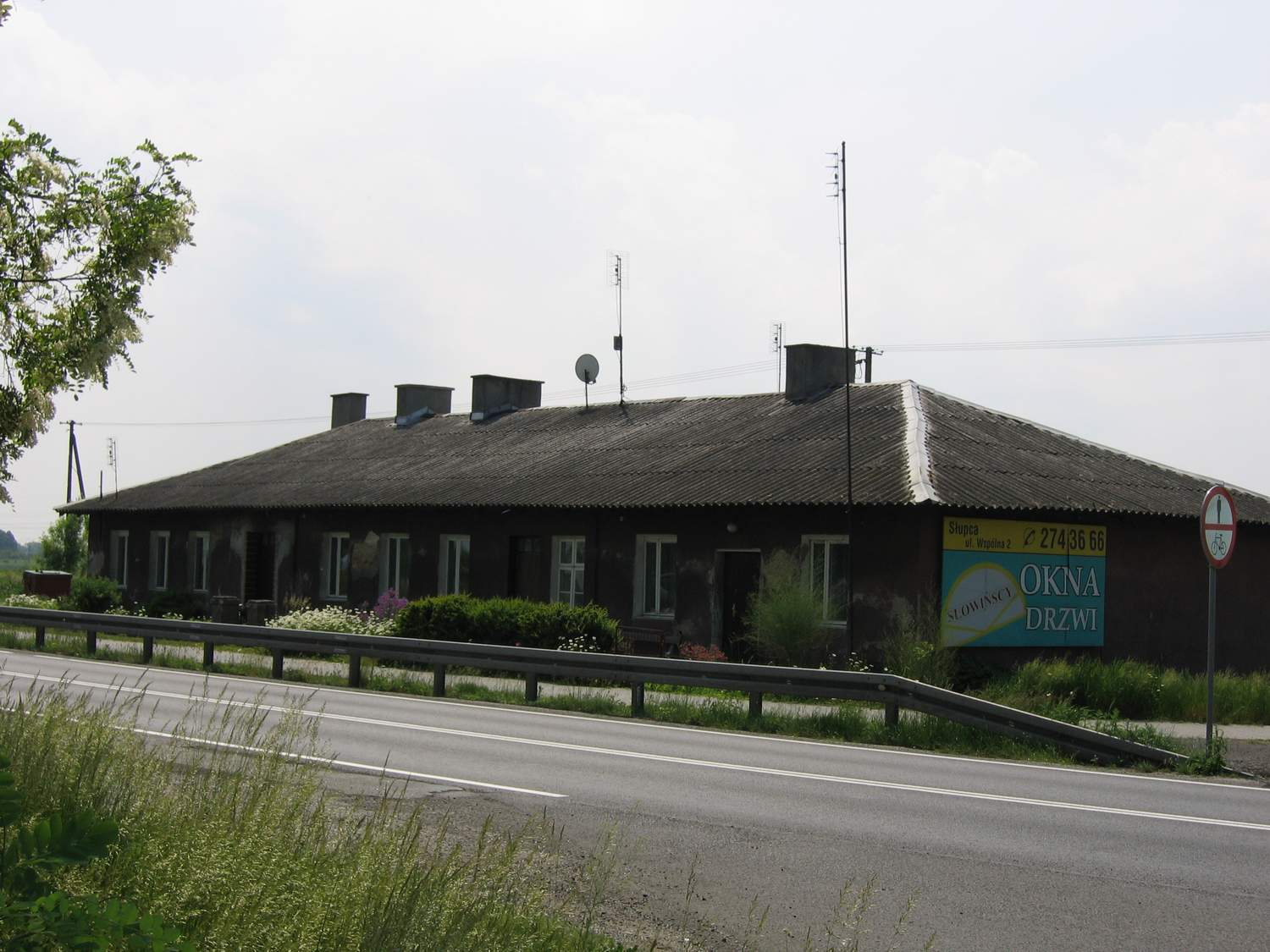
Budynek na dawnej granicy prusko-rosyjskiej